# Вартананц
Вартананц е арменски религиозен празник.

## История
Този празник е един от най-популярните и почитани в Арменската Апостолическа църква. В чест  е  на битката между персите и арменските защитници на Христовата Вяра. 

Из книгата "Празници на Арменската  апостолическа православна света църква", изд. 2015 г.; ISBN:978-954-337-280-5
В неравен бой полководецът Вартан Мамигонян и 1036 негови верни другари бойци-ухдабахи, загиват на Аварайрското поле на 26 май 451 г. в името на свободата на Армения и за християнската вяра. Този празник е подвижен и се празнува в ден четвъртък в седмицата преди  Пун Парегентан (Сирни Заговезни).

## Значение
Тази битка се е състояла на Аварийското поле през 451 година и в нея са участвали всички арменци, които можели да носят оръжие, а някои били въоръжени и с брадви, копия и др  Начело с военачалниците са били и арменските духовници. Тя е известна също и с превърналата се в лозунг фраза - "Осъзнатата смърт е безсмъртие", която приписват на водача им - Вартан Мамигонян.  В тази неравностойна битка, на страната на арменския християнски народ, е участвала и българската конница на Ванад (Вунд), които са живели в земите на Армения.
Битката при Аварайр, през 451 г., която се е водила между арменската армия под ръководството на Вартан Мамиконян и Сасанидска Персия, се смята се за една от първите за защита на християнската вяра в световната история. Арменците загубили тази битка и дали много жертви, но морално те са победили персите и са защитили християнството. Това е най-голямата победа на християнството. 
Командирът на арменските войски и наследник на аристократичен род, Вартан Мамиконян е един от най-силно почитаните наши национални герои и духовни лидери. След смъртта си, при битката на Аварайр, той е канонизиран от Арменската апостолическа църква .

## Празнуват имен ден
Именници на този празник са носещите имената: Ардаг, Ардашес, Ардаш, Арсен, Арег, Арам, Вартан, Вахан, Вазкен, Дирайр, Даджад, Завен, Карекин, Мамигон, Норайр, Рупен, Хайк, Хорен,  Нерсес, Хъмаяг и др.- все имена на войни, загинали на Аварайрското поле, както и всички ония, които носят чисто национални нехристиянски арменски имена, в памет на многобройните жертви в тази неравностойна битка.           

## Защо е победа
С него се припомнят жертвите дадени от арменския народ. Основно е посветен на битката под ръководството на великия пълководец Вартан Мамигонян, в която Армения оказва решителен отпор срещу опитите на могъща Персия, която иска да ги откъсне от християнска вяра и да ги върне към зороартризма. Битката, състояла се на Аварийското поле през 451 г. на 26 май завършва с кръвопролитие, но персите се отказват от асимилаторските си стремежи към Армения.